# Coffre à cornes
Acanthostracion polygonius
Espèce
Le Coffre à cornes (Acanthostracion polygonius) est une espèce de poissons de la famille des Ostraciidae.

## Synonymes
- Acanthostracion polygonius - Poey, 1876 ;
- Lactophrys saxatilis - Mowbray, 1931 ;
- Lactophrys polygonia - Robins & Ray, 1986 ;
- Acanthostracion poligonius - Diaz de Astarloa & Fugueroa, 1995.
- Acanthostracion poligonos Poey, 1876
- Acanthostracion polygonia Poey, 1876
- Lactophrys polygonia (Poey, 1876)
- Lactophrys polygonius (Poey, 1876)
- Lactophrys saxatilis Mowbray, 1931
- Lactophrys tricornis (non Linnaeus, 1758)